# História do dólar dos Estados Unidos
A história do dólar dos Estados Unidos começou com os movimentos dos Pais Fundadores dos Estados Unidos para estabelecer uma moeda nacional baseada no dólar de prata espanhol, que estava em uso nas colônias norte-americanas do Reino da Grã-Bretanha há mais de 100 anos antes da Declaração de Independência dos Estados Unidos.
Em 1792, o Congresso dos Estados Unidos publicou a Lei que estabeleceu que o dólar norte-americano seria a nova unidade monetária do país, criando a Casa da Moeda dos Estados Unidos com a tarefa de produzir e circular moedas.
Inicialmente, foi adotado um padrão bimetálico com uma quantidade determinada de prata ou ouro, até que, a partir de 1900, foi adotado formalmente o padrão-ouro em 1900, que, a partir de 1971, foi abandonado.
Em 1913, foi fundado o Federal Reserve, que passou a atuar como o Banco Central dos Estados Unidos e a emitir os dólares.
O dólar dos Estados Unidos é, atualmente, a principal moeda de reserva utilizada pelos governos de todo o mundo.

## Origens: o dólar espanhol
Em 1792, a Casa da Moeda dos Estados Unidos iniciou a produção do dólar dos Estados Unidos como uma versão local do dólar espanhol, que era uma moeda produzida na América Espanhola e amplamente utilizada nas Américas entre os Século XVI e o Século XIX. Os dólares norte-americanos foram inicialmente cunhados com teor de prata semelhante aos seus homólogos cunhados no México e no Peru.
Até 1857, quando foi publicado Coinage Act of 1857, que proibiu a utilização de moedas estrangeiras como moedas com curso legal, os dólares de prata espanhóis e mexicanos eram amplamente utilizados nos Estados Unidos.

## Moeda continental
A partir de 1775, com o início da Guerra de Independência dos Estados Unidos (1775-1783), o Congresso Continental começou a emitir papel-moeda conhecido como "moeda continental", ou Continentals.
Devido às elevadas quantidades emitidas para financiar a guerra: no final de 1778, esta moeda continental retinha apenas entre 1⁄7 e 1/5 do seu valor nominal original. Em 1780, os  Continentals valiam apenas 1/40 do seu valor nominal.
Em maio de 1781, a pouca aceitação dos Continentals pelos comerciantes fez com que deixassem de circular como dinheiro. Analisando a situação, Benjamin Franklin disse que a desvalorização da moeda tinha funcionado como um imposto para pagar a guerra.
Na década de 1790, após a ratificação da Constituição dos Estados Unidos, como parte do Compromisso de 1790, os Continentals podiam ser trocados por títulos do tesouro a 1% do valor nominal. A rápida desvalorização dos Continentals criou uma enorme desconfiança em relação à utilização do papel-moeda nos Estados Unidos.
Em 1781, Robert Morris, na época: Superintendente de Finanças dos Estados Unidos após o colapso da moeda continental, foi o principal impulsionador da criação da primeira instituição financeira licenciada dos Estados Unidos, o Banco da América do Norte, que foi financiado em parte por moedas de ouro, emprestadas pela França. Nessas circunstâncias, o Banco foi capaz de emitir papel-moeda, com lastro nesses recursos depositados.
Em 1783, vários estados, incluindo Massachusetts, promulgaram leis permitindo o pagamento de impostos com notas emitidas pelo Bank of North America, dando características de curso legal a essas notas.
Em 1787, a inflação galopante e o colapso da moeda continental levaram os delegados da Convenção Constitucional da Filadélfia, a incluir a proibição de emissão de notas de crédito pelos entes federados na Constituição dos Estados Unidos, impedindo os Estados federados de emitirem as suas próprias notas de crédito.

## Lei de Financiamento de 1790
Em 04 de agosto de 1790, foi aprovado o Funding Act of 1790 pelo qual o governo federal se comprometeu a pagar as dívidas contraídas pela Confederação e pelas Treze Colônias, antes e durante a Guerra de Independência dos Estados Unidos.
Desse modo, conforme proposta de Alexander Hamilton, o Departamento do Tesouro dos Estados Unidos emitiu Títulos do Tesouro dos EUA e os ofereceu aos detentores dos antigos certificados de dívidas emitidos pelas pela Confederação e pelas Treze Colônias, com promessas de pagamentos valor nominal em dólares e mantendo as mesmas taxas de juros (e todos os outros termos) especificadas nos títulos quando foram emitidos.
A principal fonte de receitas para pagamentos dessas dívidas eram os tributos de importação estabelecidos pelo Tariff Act of 1789, aprovado no dia 04 de julho de 1789.
Embora esses certificados de dívida não fossem moedas em sentido estrito era comum a sua negociação com considerável deságio antes da aprovação do Funding Act of 1790, sendo portanto, muitas vezes utilizados como meios de circulação de riquezas. Após o Funding Act of 1790, os Títulos do Tesouro dos EUA passaram a ser utilizados como meios de circulação de riqueza de maior confiabilidade do que os antigos certificados de dívidas. 

## Lei da Moeda de 1792
No dia 6 de julho de 1785, o Congresso Continental dos Estados Unidos autorizou a emissão de uma nova moeda: o dólar norte-americano. A palavra dólar é cognata de táler, uma palavra de origem germânica utilizada para designar uma moeda de prata que circulou na Europa por quase quatrocentos anos. O termo já era de uso comum desde o período colonial, quando se referia ao dólar espanhol ou ao "dólar moído espanhol" emitido pelos espanhóis do  Vice-Reino da Nova Espanha e usado no resto das Américas. Na época, o dólar espanhol era a moeda de maior circulação e disponibilidade, usada pelos americanos comuns e era valorizada por seu alto teor de prata.
No início da década de 1790, o governo Presidente George Washington voltou a sua atenção para questões monetárias, sob a liderança de Alexander Hamilton, o Secretário do Tesouro na época. O Congresso dos Estados Unidos aprovou o Coinage Act of 1792, de acordo com as recomendações de Hamilton, que estabeleceu o dólar como a unidade básica de conta dos Estados Unidos.
Por meio do Coinage Act of 1792, o Congresso criou a Casa da Moeda dos Estados Unidos. Sua tarefa principal era produzir moedas e as colocar em circulação.

## Século XIX
No início do século XIX, o valor do ouro aumentou em relação ao seu equivalente nominal em prata, resultando na retirada de circulação de quase todas as moedas de ouro, para evitar que fossem fundidas por particulares interessados em comercializar o ouro.
Nesse contexto, o Coinage Act of 1834 reduziu a proporção entre prata e ouro de 15:1 para 16:1, desse modo, ocorreu a primeira desvalorização do dólar norte-americano. 
A partir de 1848, com o início da corrida do ouro na Califórnia, houve um aumento da oferta de ouro, isso provocou uma redução do valor do ouro, quando comparado com o valor da prata. A partir de 1851, esse processo foi reforçado, com o início da corrida do ouro na Austrália. Estas novas descobertas de ouro mais do que quadruplicaram a produção anual de ouro, de uma média de 36 milhões de dólares na década de 1840 para 155 milhões de dólares em 1853.
Essa nova situação gerou uma situação inversa àquela que deu causa ao Coinage Act of 1834, ou seja: as pessoas começaram a fundir as moedas de prata para vender o metal. Essa situação gerou a uma escassez de moedas utilizadas nas pequenas transações.
Em dezembro de 1851, o Departamento do Tesouro dos Estados Unidos apresentou um relatório que indicava que o desaparecimento da moeda norte-americana tinha atingido um ponto crítico e apresentou recomendações para reduzir o teor de prata em todas as formas de cunhagem de prata.
Em março de 1852, a Comissão de Finanças do Senado aprovou um projeto de lei que reduzia as quantidades de prata em cerca de 7 por cento em quase todas as moedas cunhadas nos EUA, com exceção do dólar de prata, que continuaria inalterado. A tramitação do projeto sofreu objeções de alguns senadores, o que atrasou sua tramitação, de modo que, somente em dezembro de 1852, foi aprovado no Senado e levado à consideração da Câmara dos Representantes dos Estados Unidos. No dia 15 de fevereiro de 1853, o Coinage Act of 1853 foi aprovado na Câmara exatamente com o mesmo texto que foi enviado pelo Senado e foi sancionado seis dias depois.  
Em 1857, foi publicado o Coinage Act of 1857 que declarou que as moedas estrangeiras deixariam de ter curso legal, prevendo a sua troca por moedas nacionais. Apesar do Coinage Act of 1857, a circulação de moedas estrangeiras continuou por décadas em algumas pequenas cidades rurais. 
Em 1864, foi publicado o Coinage Act of 1864 que permitiu a inclusão da frase: "In God We Trust" nas moedas de um e dois centavos. Em 1865, foi publicada uma nova Lei que permitia que Diretor da Casa da Moeda colocasse "In God We Trust" em todas as moedas de ouro e prata.